# Brasil, decime qué se siente

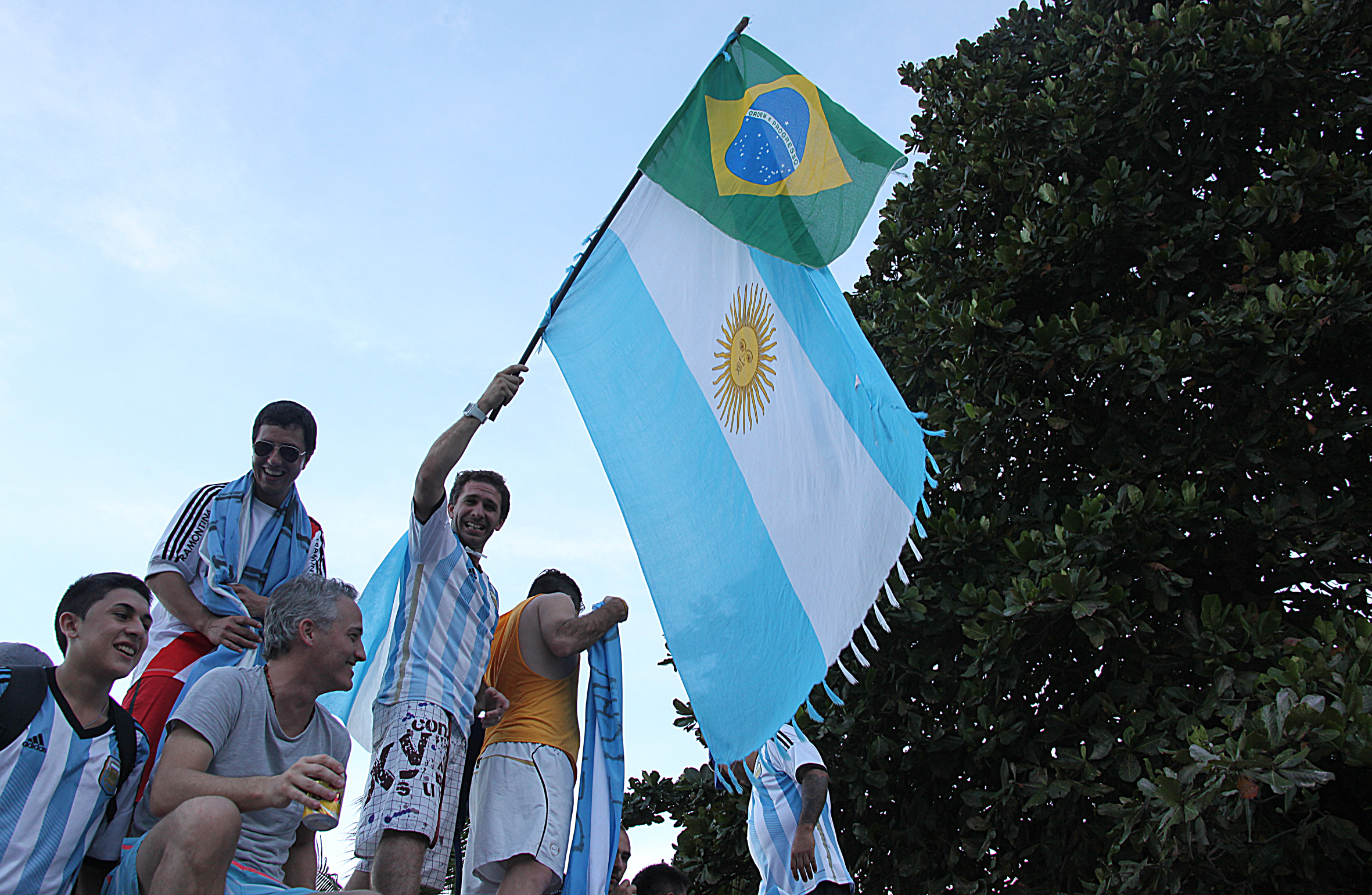
Torcedores argentinos na cidade do Rio de Janeiro

Brasil, decime qué se siente, ou somente Decime qué se siente foi um cântico da torcida argentina que se tornou mundialmente famoso durante a Copa do Mundo de Futebol de 2014. A melodia da música é baseada na canção Bad Moon Rising, do Creedence Clearwater Revival.
| “                                                                                | "É fabuloso e uma grande honra que nossa música tenha se transformado na canção da vitória argentina. Muito obrigado e boa sorte" | ” |
| — Doug 'Cosmo' Clifford, baterista do Creedence, em entrevista ao jornal Clarín, | |   |

## História
O cântico (composto pelo torcedor argentino Ignacio Harraca) celebra a vitória da Argentina por 1 x 0 sobre o Brasil nas Oitavas de Final da Copa do Mundo de 90. Na letra é dito que aquela partida jamais será esquecida, lembrando a jogada construída por Maradona e concluída por Claudio Caniggia, que driblou Taffarel e foi às redes.
A música fez tanto sucesso que acabou se tornando um hino da Seleção da Argentina no Mundial. Boates da Argentina chegaram a tocar a música, durante a Copa. Um emblemático corpo militar da Independência Argentina uniu-se ao discurso popular e entoou o cântico com seus instrumentos. Recebeu até uma reportagem do jornal The New York Times.
Segundo Nicolás Pichersky, gerente da "Universal Music Argentina", o impacto musical deste cântico foi tamanho que fez com que "Bad Moon Rising" tivesse um crescimento de 200% nas rádios argentinas. Ele afirmou ainda que as vendas da canção cresceram "uns 20% em Spotify, uns 70% em Deezer y uns 2700% em vendas digitais fora do streaming, alcançando, além de ter alcançado o número 21 entre os temas mais baixados en iTunes, algo impensado para una canção que não é uma novidade".
Os brasileiros logo fizeram uma versão provocativa. Usando a mesma melodia, a letra lembra dos títulos conquistados por Pelé, em 1958, 1962 e 1970, o mesmo numero conquistado pela Albiceleste em toda a sua história.
Nos Jogos Olímpicos do Rio 2016, este cântico novamente foi entoado pelos torcedores argentinos, sempre onde havia atletas do país.

## Letra
| Espanhol                                  | Português                                 |
| ----------------------------------------- | ----------------------------------------- |
| Brasil, decime qué se siente              | Brasil, me diga como é                    |
| Tener en casa a tu papá                   | Ter seu pai em casa                       |
| Te juro que aunque pasen los años         | Eu juro que mesmo que os anos passem      |
| Nunca nos vamos a olvidar                 | Nós nunca esqueceremos                    |
| Que el Diego te gambeteó                  | Que o Diego te driblou                    |
| Que Cani te vacunó                        | Que o Cani te goleou                      |
| Que estás llorando desde Italia hasta hoy | Que você está chorando da Itália até hoje |
| A Messi lo vas a ver                      | Você vai ver Messi                        |
| La copa nos va a traer                    | Vai nos trazer a taça                     |
| Maradona es más grande que Pelé           | Maradona é maior que Pelé                 |